# 마쓰자와 가이토
마쓰자와 가이토(일본어: 松澤 海斗, 2001년 2월 5일~)는 일본의 축구 선수이다.

## 구단 경력
그는 2023년 J2리그의 V-파렌 나가사키에 입단했다. 2025년까지 63경기에 출전하여, 4득점을 넣었다. 2025년 7월 신트트라위던 VV로 이적했다.